# Mannschaftskader der Chinesischen Mannschaftsmeisterschaft im Schach 2010
Die Liste der Mannschaftskader der Chinesischen Mannschaftsmeisterschaft im Schach 2010 enthält alle Spieler, die in der Chinesischen Mannschaftsmeisterschaft im Schach 2010 mindestens einmal eingesetzt wurden mit ihren Einzelergebnissen.

## Allgemeines
Die Zahl der gemeldeten Spieler war nicht begrenzt. Während die Beijing Patriots, die Shanghai Jianqiao University und Chongqing Mobile mit je sechs Spielern auskamen, setzte Guangdong Huateng Club zehn Spieler ein. Insgesamt kamen 73 Spieler zum Einsatz, von denen 21 alle Wettkämpfe mitspielten.
Punktbeste Spielerin war Hou Yifan (Shandong Linglong Tyre) mit 15,5 Punkten aus 18 Partien. Ju Wenjun (Shanghai Jianqiao University) erzielte 14,5 Punkten aus 18 Partien, Yu Yangyi (Beijing Patriots) 14 Punkte aus 18 Partien.
In dieser Saison erreichte niemand 100 %, das prozentual beste Ergebnis (95 %) erreichte Xu Yuhua (Zhejiang International Chess) mit 9,5 Punkten aus 10 Partien.

## Legende
Die nachstehenden Tabellen enthalten folgende Informationen:
- Nr.: Ranglistennummer
- Titel: FIDE-Titel zu Saisonbeginn (Eloliste vom März 2010); GM = Großmeister, IM = Internationaler Meister, FM = FIDE-Meister, WGM = Großmeister der Frauen, WIM = Internationaler Meister der Frauen, WFM = FIDE-Meister der Frauen, CM = Candidate Master, WCM = Candidate Master der Frauen
- Elo: Elo-Zahl zu Saisonbeginn (Eloliste vom März 2010), sofern vorhanden
- Nation: Nationalität gemäß Eloliste vom März 2010; CHN = China, GEO = Georgien, GER = Deutschland, QAT = Katar, RUS = Russland, SIN = Singapur, USA = Vereinigte Staaten, VIE = Vietnam
- G: Anzahl Gewinnpartien
- R: Anzahl Remispartien
- V: Anzahl Verlustpartien
- Pkt.: Anzahl der erreichten Punkte
- Partien: Anzahl der gespielten Partien
- Elo-Performance: Turnierleistung der Spieler mit mindestens 5 Partien
- Normen: Erspielte Normen für FIDE-Titel

## Shandong Linglong Tyre
| Nr. | Titel | Name           | Elo  | Nation | G  | R | V | Pkt. | Partien | Elo-Performance | Normen |
| --- | ----- | -------------- | ---- | ------ | -- | - | - | ---- | ------- | --------------- | ------ |
| 1   | GM    | Bu Xiangzhi    | 2682 | CHN    | 6  | 9 | 2 | 10,5 | 17      | 2578            |        |
| 2   | GM    | Zhao Jun       | 2575 | CHN    | 7  | 7 | 4 | 10,5 | 18      | 2565            |        |
| 3   | GM    | Wen Yang       | 2520 | CHN    | 7  | 7 | 4 | 10,5 | 18      | 2534            |        |
| 4   |       | Wu Kaiyu       | 2301 | CHN    | 0  | 1 | 0 | 0,5  | 1       |                 |        |
| 5   | GM    | Hou Yifan      | 2570 | CHN    | 14 | 3 | 1 | 15,5 | 18      | 2607            |        |
| 6   | GM    | Nana Dsagnidse | 2479 | GEO    | 2  | 1 | 0 | 2,5  | 3       |                 |        |
| 7   | WGM   | Zhang Jilin    | 2281 | CHN    | 3  | 9 | 3 | 7,5  | 15      | 2310            |        |

## Beijing Patriots
| Nr. | Titel | Name       | Elo  | Nation | G  | R | V | Pkt. | Partien | Elo-Performance | Normen |
| --- | ----- | ---------- | ---- | ------ | -- | - | - | ---- | ------- | --------------- | ------ |
| 1   | GM    | Li Chao    | 2613 | CHN    | 8  | 8 | 2 | 12   | 18      | 2670            |        |
| 2   | GM    | Yu Yangyi  | 2574 | CHN    | 12 | 4 | 2 | 14   | 18      | 2670            |        |
| 3   |       | Xiu Deshun | 2493 | CHN    | 4  | 9 | 5 | 8,5  | 18      | 2511            | IM     |
| 4   | GM    | Zhao Xue   | 2490 | CHN    | 6  | 6 | 3 | 9    | 15      | 2426            |        |
| 5   | IM    | Wang Yu    | 2335 | CHN    | 2  | 8 | 1 | 6    | 11      | 2364            |        |
| 6   |       | Wang Jue   | 2180 | CHN    | 5  | 3 | 2 | 6,5  | 10      | 2252            |        |

## Zhejiang International Chess
| Nr. | Titel | Name              | Elo  | Nation | G | R | V | Pkt. | Partien | Elo-Performance | Normen |
| --- | ----- | ----------------- | ---- | ------ | - | - | - | ---- | ------- | --------------- | ------ |
| 1   | GM    | Wladimir Malachow | 2721 | RUS    | 8 | 3 | 1 | 9,5  | 12      | 2698            |        |
| 2   | GM    | Ding Liren        | 2565 | CHN    | 9 | 6 | 2 | 12   | 17      | 2659            |        |
| 3   |       | Yu Lie            | 2407 | CHN    | 0 | 6 | 4 | 3    | 10      | 2418            |        |
| 4   |       | Jia Haoxiang      | 2373 | CHN    | 0 | 0 | 2 | 0    | 2       |                 |        |
| 5   |       | Lu Shanglei       | 2340 | CHN    | 2 | 4 | 7 | 4    | 13      | 2395            |        |
| 6   | GM    | Zhu Chen          | 2476 | QAT    | 0 | 1 | 0 | 0,5  | 1       |                 |        |
| 7   | GM    | Xu Yuhua          | 2478 | CHN    | 9 | 1 | 0 | 9,5  | 10      | 2718            |        |
| 8   | WFM   | Ding Yixin        | 2315 | CHN    | 8 | 6 | 4 | 11   | 18      | 2398            | WIM    |
| 9   |       | Wang Xiaohui      | 2238 | CHN    | 3 | 1 | 3 | 3,5  | 7       | 2273            |        |

## Shanghai Jianqiao University
| Nr. | Titel | Name          | Elo  | Nation | G  | R  | V | Pkt. | Partien | Elo-Performance | Normen |
| --- | ----- | ------------- | ---- | ------ | -- | -- | - | ---- | ------- | --------------- | ------ |
| 1   | GM    | Ni Hua        | 2667 | CHN    | 9  | 7  | 2 | 12,5 | 18      | 2620            |        |
| 2   | GM    | Zhou Jianchao | 2650 | CHN    | 6  | 10 | 2 | 11   | 18      | 2638            |        |
| 3   |       | Lou Yiping    | 2429 | CHN    | 1  | 8  | 7 | 5    | 16      | 2377            |        |
| 4   |       | Lu Yijie      | 2349 | CHN    | 1  | 0  | 1 | 1    | 2       |                 |        |
| 5   | WGM   | Ju Wenjun     | 2500 | CHN    | 13 | 3  | 2 | 14,5 | 18      | 2561            |        |
| 6   | WGM   | Zhang Xiaowen | 2437 | CHN    | 5  | 6  | 7 | 8    | 18      | 2242            |        |

## Jiangsu Blue Perot
| Nr. | Titel | Name       | Elo  | Nation | G  | R  | V | Pkt. | Partien | Elo-Performance | Normen |
| --- | ----- | ---------- | ---- | ------ | -- | -- | - | ---- | ------- | --------------- | ------ |
| 1   | GM    | Zhou Weiqi | 2584 | CHN    | 10 | 6  | 2 | 13   | 18      | 2614            |        |
| 2   | GM    | Xu Yun     | 2513 | CHN    | 0  | 12 | 1 | 6    | 13      | 2487            |        |
| 3   |       | Ji Dan     | 2379 | CHN    | 0  | 3  | 9 | 1,5  | 12      | 2212            |        |
| 4   |       | Wei Yi     | 2244 | CHN    | 1  | 3  | 7 | 2,5  | 11      | 2368            |        |
| 5   | WGM   | Ruan Lufei | 2479 | CHN    | 4  | 2  | 0 | 5    | 6       | 2534            |        |
| 6   | WGM   | Shen Yang  | 2444 | CHN    | 7  | 3  | 4 | 8,5  | 14      | 2433            |        |
| 7   |       | Guo Qi     | 2143 | CHN    | 9  | 3  | 4 | 10,5 | 16      | 2396            | WIM    |

## Chongqing Mobile
| Nr. | Titel | Name               | Elo  | Nation | G | R  | V | Pkt. | Partien | Elo-Performance | Normen |
| --- | ----- | ------------------ | ---- | ------ | - | -- | - | ---- | ------- | --------------- | ------ |
| 1   | GM    | Alexander Motyljow | 2705 | RUS    | 9 | 6  | 0 | 12   | 15      | 2706            |        |
| 2   | GM    | Jewgeni Najer      | 2665 | RUS    | 2 | 1  | 0 | 2,5  | 3       |                 |        |
| 3   | IM    | Gao Rui            | 2464 | CHN    | 1 | 12 | 5 | 7    | 18      | 2463            |        |
| 4   |       | Wang Chen          | 2390 | CHN    | 4 | 6  | 8 | 7    | 18      | 2410            |        |
| 5   | WGM   | Tan Zhongyi        | 2464 | CHN    | 8 | 7  | 3 | 11,5 | 18      | 2367            |        |
| 6   | WGM   | Huang Qian         | 2439 | CHN    | 6 | 6  | 6 | 9    | 18      | 2297            |        |

## Hebei
| Nr. | Titel | Name            | Elo  | Nation | G | R  | V | Pkt. | Partien | Elo-Performance | Normen |
| --- | ----- | --------------- | ---- | ------ | - | -- | - | ---- | ------- | --------------- | ------ |
| 1   | GM    | Wang Hao        | 2715 | CHN    | 9 | 7  | 1 | 12,5 | 17      | 2681            |        |
| 2   | GM    | Zhang Pengxiang | 2605 | CHN    | 1 | 10 | 3 | 6    | 14      | 2445            |        |
| 3   |       | Wan Yunguo      | 2424 | CHN    | 6 | 3  | 5 | 7,5  | 14      | 2476            | IM     |
| 4   |       | Wang Li         | 2383 | CHN    | 0 | 2  | 7 | 1    | 9       | 2210            |        |
| 5   | WFM   | Guo Jun         | 2251 | CHN    | 0 | 1  | 2 | 0,5  | 3       |                 |        |
| 6   |       | Wang Doudou     | 2225 | CHN    | 2 | 5  | 8 | 4,5  | 15      | 2150            |        |
| 7   | WFM   | Zhai Mo         | 2110 | CHN    | 6 | 3  | 9 | 7,5  | 18      | 2228            |        |

## Tianjin Nankai University
| Nr. | Titel | Name            | Elo  | Nation | G  | R | V  | Pkt. | Partien | Elo-Performance | Normen |
| --- | ----- | --------------- | ---- | ------ | -- | - | -- | ---- | ------- | --------------- | ------ |
| 1   | GM    | Wang Yue        | 2749 | CHN    | 10 | 4 | 1  | 12   | 15      | 2713            |        |
| 2   | IM    | Liu Qingnan     | 2445 | CHN    | 2  | 6 | 1  | 5    | 9       | 2564            |        |
| 3   |       | Ma Qun          | 2369 | CHN    | 3  | 7 | 5  | 6,5  | 15      | 2534            |        |
| 4   |       | Li Haoyu        | 2369 | CHN    | 4  | 5 | 6  | 6,5  | 15      | 2446            |        |
| 5   | IM    | Elisabeth Pähtz | 2486 | GER    | 0  | 1 | 2  | 0,5  | 3       |                 |        |
| 6   | WGM   | Ning Chunhong   | 2347 | CHN    | 3  | 4 | 11 | 5    | 18      | 2179            |        |
| 7   |       | Zheng Ruorong   | 2094 | CHN    | 0  | 1 | 5  | 0,5  | 6       | 1851            |        |
| 8   |       | Cai Jiaying     | 2068 | CHN    | 2  | 2 | 5  | 3    | 9       | 2193            |        |

## Guangdong Huateng Club
| Nr. | Titel | Name                   | Elo  | Nation | G | R | V | Pkt. | Partien | Elo-Performance | Normen |
| --- | ----- | ---------------------- | ---- | ------ | - | - | - | ---- | ------- | --------------- | ------ |
| 1   | GM    | Nguyễn Ngọc Trường Sơn | 2642 | VIE    | 0 | 1 | 2 | 0,5  | 3       |                 |        |
| 2   | GM    | Yu Shaoteng            | 2529 | CHN    | 3 | 6 | 5 | 6    | 14      | 2438            |        |
| 3   | GM    | Li Shilong             | 2514 | CHN    | 3 | 7 | 8 | 6,5  | 18      | 2475            |        |
| 4   | GM    | Liang Chong            | 2502 | CHN    | 3 | 8 | 4 | 7    | 15      | 2468            |        |
| 5   | GM    | Liang Jinrong          | 2462 | CHN    | 0 | 2 | 2 | 1    | 4       |                 |        |
| 6   |       | Xu Huahua              | 2082 | CHN    | 0 | 0 | 1 | 0    | 1       |                 |        |
| 7   | WIM   | Phạm Lê Thảo Nguyên    | 2338 | VIE    | 0 | 1 | 2 | 0,5  | 3       |                 |        |
| 8   | WGM   | Lê Thanh Tú            | 2318 | VIE    | 3 | 7 | 5 | 6,5  | 15      | 2295            |        |
| 9   | WIM   | Liang Zhihua           | 2216 | CHN    | 0 | 0 | 3 | 0    | 3       |                 |        |
| 10  | WIM   | Kuang Yinghui          | 2202 | CHN    | 3 | 5 | 6 | 5,5  | 14      | 2210            |        |

## Beijing Rendafuzhong
| Nr. | Titel | Name            | Elo  | Nation | G | R | V  | Pkt. | Partien | Elo-Performance | Normen |
| --- | ----- | --------------- | ---- | ------ | - | - | -- | ---- | ------- | --------------- | ------ |
| 1   | GM    | Wu Shaobin      | 2453 | SIN    | 0 | 2 | 1  | 1    | 3       |                 |        |
| 2   | IM    | Yang Kaiqi      | 2396 | CHN    | 0 | 8 | 10 | 4    | 18      | 2349            |        |
| 3   |       | Zeng Chongsheng | 2350 | CHN    | 1 | 7 | 7  | 4,5  | 15      | 2351            |        |
| 4   |       | Yu Ruiyuan      | 2309 | CHN    | 3 | 7 | 8  | 6,5  | 18      | 2449            |        |
| 5   |       | Fan Yun         | 1962 | USA    | 0 | 2 | 4  | 1    | 6       | 2030            |        |
| 6   |       | Xu Ruoying      | 2028 | CHN    | 2 | 2 | 8  | 3    | 12      | 2120            |        |
| 7   |       | Li Xueyi        | 1957 | CHN    | 2 | 3 | 10 | 3,5  | 15      | 2121            |        |